# Tomáš Vorel
Tomáš Vorel, né le 2 juin 1957, est un réalisateur, scénariste et acteur tchèque.

## Biographie
Tomáš Vorel nait le 2 juin 1957 à Prague. Il étudie la réalisation à la FAMU (Académie du cinéma de Prague) et obtient son diplôme en 1989. Depuis 1976, il est actif au sein du théâtre satirique Sklep (cz) ainsi que du groupe de pantomime Mimóza. Avec David Vávra (cz), il est l’auteur de la première pièce de théâtre du groupe Sklep intitulée Muzikál (1978)
Il vit à Prague et séjourne fréquemment à Rabštejn nad Střelou (cz).
Le réalisateur Pavel Hejnal a réalisé en 2005 un documentaire de 25 minutes intitulé Vorel lesní (Vorel des bois), qui évoque les différences entre la vie en ville et celle à la campagne. Il a été diffusé en première le 26 novembre 2006 sur la chaîne ČT1.
Son fils, Tomáš Vorel junior (cz), est acteur et a joué dans les films de son père.

## Filmographie

### Comme réalisateur
- 1988 : Pražská pětka (en)
- 1990 : Kouř (en)
- 1996 : Kamenný most (en)
- 2000 : Cesta z města
- 2002 : Z města cesta
- 2003 : Mazaný Filip (en)
- 2005 : Skřítek
- 2007 : Gympl
- 2009 : Ulovit miliardáře
- 2012 : Cesta do lesa (cz)
- 2014 : Vejška (en)
- 2016 : Instalatér z Tuchlovic (en)
- 2021 : Cesta domů (cz)
- 2025 : Džob

### Comme acteur
- 1988 : Pražská pětka (en) - 1. Směr Karlštejn : skřítek
- 1993 : Díky za každé nové ráno : Tomáš
- 1993 : Amerika : Mack
- 1996 : Kamenný most (en) : un directeur
- 1998 : Čas dluhů : un directeur
- 2000 : Cesta z města : Petr
- 2002 : Perníková věž : soldat
- 2003 : Mazaný Filip (en) : artiste
- 2005 : Skřítek: policier
- 2007 : Gympl : Školní
- 2014 : Vejška (en)(2014) : Profeseur Servít